# Des terrils et des Turcs
Pour plus de détails, voir Fiche technique et Distribution.
Des terrils et des Turcs est un film documentaire français de court métrage réalisé par Jean-Michel Barjol, sorti en 1967.

## Synopsis
La vie quotidienne des immigrés turcs venus d'Anatolie pour travailler dans les mines de Belgique en vertu d'un accord passé en 1962 entre ce pays et la Turquie.

## Fiche technique
- Titre : Des terrils et des Turcs
- Réalisation : Jean-Michel Barjol
- Scénario et commentaire : Jean-Michel Barjol
- Commentaire dit par Philippe Avron
- Photographie : Philippe Théaudière, André Weinfeld et Jules Béchoff
- Montage : Raymond Saint-Martin
- Musique : François de Roubaix
- Production : Como Films (Samy Halfon)
- Durée : 19 minutes
- Date de sortie : 1967